# Конкурс піаністів імені Бузоні
Конкурс піаністів імені Бузоні — конкурс академічних піаністів, що проходить з 1949 г. в італійському місті Больцано. Проводився щорічно до 2001 г., після того проходить раз на два роки.

## Про конкурс
Ініціатива проведення конкурсу належала керівникові консерваторії Больцано Чезаре Нордіо, який мав великий досвід роботи в журі Міжнародного конкурсу піаністів в Відні. Для Больцано, місті, що розташоване на кордоні з Австрією і має значну частку німецького населення, у повоєнний період було важливо підкреслити плідність німецько-італійського культурного діалогу, і фігура Ферруччо Бузоні, італійського музиканта, що значну частину життя працював у Німеччині виявилася у цьому контексті дуже значущою.
Перший конкурс в 1949 році привітала вдова Бузоні Герда Шестранд. Серед членів журі перших конкурсів були Чезаре Нордіо та Артуро Бенедетті Мікеланджелі, пізніше серед членів журі були такі видатні музиканти, як Лев Власенко, Віра Горностаєва, Віктор Мержанов, Олексій Насєдкін, Микола Петров, Володимир Крайнєв, Елісо Вірсаладзе, Дмитро Башкіров (СРСР), Пауль Бадура-Шкода (Австрія), Галина Черни-Стефанська (Польща) та інші.
Вимогливість журі конкурсу імені Бузоні завжди була високою, і часто не тільки першу, але й другу премію не присуджували. Серед лауреатів першої премії — Марта Аргерих (1957), Борис Блох (1978), Анна Кравченко (Україна, 1992), Олександр Романовський (Україна, 2001), Антоній Баришевський (Україна, 2011).